# Leskea gracilescens
Leskea gracilescens är en bladmossart som beskrevs av Hedwig 1801. Leskea gracilescens ingår i släktet Leskea och familjen Leskeaceae. Inga underarter finns listade i Catalogue of Life.